# سيبا العرادي
سيبا العرادي، هي مهندسة تصميم سورية، حازت علي الجائزة العالمية 100 امرأة ممنوحة من قبل ال بي بي سي في عام 2015.